# Leo (torrente)
Il Leo è un torrente dell'Emilia-Romagna lungo 10 km nel corso propriamente detto, importante ramo sorgentizio di destra del fiume Panaro.

## Corso del torrente
Nasce da due torrenti distinti che si uniscono sotto il comune di Fanano: il Fosso Ospitale e il Fosso Fellicarolo, lunghi ciascuno circa 9 km: il Fosso Ospitale nasce dal Monte Spigolino (1.827 m s.l.m.), quasi al confine con la provincia di Bologna, e drena lo spartiacque fino oltre il Passo della Croce Arcana; il Fosso Fellicarolo drena invece il versante nord del Libro Aperto ed il versante est del Monte Cimone.
Assunto il nome di Leo, riceve ancora da destra il notevole contributo del torrente Dardagna, che nasce dal versante nord del Corno alle Scale (1.945 m s.l.m.) e sviluppa quasi tutto il suo corso di 15 km in provincia di Bologna, e si distingue per la copiosità d'acque in ogni stagione. 
Quest'ultimo forma in Val di Gorgo una serie di bellissime e celebri cascate alte complessivamente circa 200 m.
Il toponimo Gorgo peraltro non è accolto nella toponomastica ufficiale dell'I.G.M. ma rappresenta bene la ricchezza perenne delle polle idriche che sgorgano in questa valle anche a causa dell'elevatissima piovosità, compresa fra i 3.500 ed i 4.500 mm di pioggia annui.
Dopo la Val di Gorgo il Leo riceve ancora da destra il Fosso Dardagnola e giunge infine a Montespecchio unendosi con lo Scoltenna e formando così il fiume Panaro.